# Werken
Werken est une section de la commune belge de Kortemark située en Région flamande dans la province de Flandre-Occidentale.
L'occupation humaine y fut ancienne : plusieurs vestiges romains ou gallo romains y ont été retrouvés: 104 bronzes, aux effigies de Commode, Crispine, Lucille, Gallien, Saloninè, et 78 pièces de Postume ; parmi ces dernières, 27 du type à la galère.

## Divers
En 2013, Werken a reçu le label "Village de Charme" (Charmant Dorp) avec 34 autres villages.